# 你是我的命中注定
《你是我的命中注定》（英語：You are my destiny），2020年中国大陆都市电视剧，企鹅影视出品，由邢昭林、梁潔、傅菁、李九霖等领衔主演。劉雪華、劉琳、昌隆、周俐葳、王倩主演。翻拍自台灣著名偶像劇《命中注定我愛你》；该剧讲述原本两个像平行线般毫无交集的男女主角因为一段阴错阳差的爱情，辗转重逢命中注定的故事。於2020年6月5日在騰訊視頻首播，台灣由WeTV獨家播出。

## 播放平台
| 频道/影音 | 所在地   | 播出日期     | 播出时间                                                 |
| --------- | -------- | ------------ | -------------------------------------------------------- |
| 騰訊視頻  | 中国大陆 | 2020年6月5日 | 首周五六日20：00更新，次周起每周二三四更新，VIP搶先看6集 |
| WeTV      | 臺灣     | 2020年6月5日 | 首周五六日20：00更新，次周起每周二三四更新，VIP搶先看6集 |

## 劇情簡介
律师事务所行政助理陈嘉欣（梁洁饰）和接受精英教育的企业继承人王析翊（邢昭林饰），偶然相遇在开往匈牙利的邮轮上，互生情愫，迅速步入婚姻殿堂。婚后不久陈嘉欣怀孕，决心放弃工作全身心投入家庭，却不幸意外流产，伤心离开，远赴匈牙利求学，经历了一系列的磨难和朋友相助，最终成长为新锐陶艺师。错失爱人的王析翊默默等待三年，体会到成熟男人应该承担的家庭责任与事业担当。与陈嘉欣偶然重逢匈牙利，终获原谅，携手共度人生的种种难关，共同成长。

## 演员列表

### 主要演员
| 演員   | 角色   | 原版角色     | 介紹 |
| 邢昭林 | 王析翊 | 紀存希       | W先生、蟋蟀爸爸 汪珍珠之孫子，诚洁集團CEO，安森上司，事業有成的年輕企業家，在外雷厲風行，但對感情則搖擺不定、優柔寡斷。 |
| 梁洁   | 陳嘉欣 | 陳欣怡       | 便利貼女孩、蝸牛（蝸牛媽媽）、Elaine（依蓮） 林西施的之女，趙子珊之表妹，中山龙的徒弟，剛入職場的小透明，單純可愛、不懂拒絕別人。律師所行政文員。后和王析翊因为误会分开，与狄伦前往匈牙利，成为中山龙的徒弟钻研陶艺。三年后，在匈牙利与王析翊重逢。 |
| 傅菁   | 石安娜 | 石安娜       | 小青 王析翊之前女友，因完成自己的夢想而出國，留前男友王析翊在輪船上。狄倫失散多年之妹，是一名頂尖的芭蕾舞者，擁有自信光輝的氣質。 |
| 李九霖 | 狄倫   | Dylan 戴建仁 | Dylan 藝術品拍賣界的頂尖經紀人，不管是藝術品還是人，他都能慧眼識珠。單戀陳嘉欣。 |

### 其他演员
| 演員   | 角色     | 原版角色        | 介紹 |
| 林楓松 | 王正仁   | 紀正人          | 小王總 王秀玲之子，王析翊的表弟。 外表是只狼，内心是头猪。                                                                                                  |
| 祝雨辛 | 王秀玲   | 紀劉秀玲        | 诚洁集團董事長汪珍珠的女兒，上市公司CEO姑姑，王正仁之母親。                                                                                                 |
| 劉雪華 | 汪珍珠   | 紀汪珍珠        | 珍珠奶奶 诚洁集團董事長，助攻奶奶為了這個家操碎了心，馭夫指南首席教官，奶奶屆時尚引導者，命中注定姻緣促成第一人，資深陶藝愛好者，孫媳婦才是寶，孫子像根草。 |
| 劉琳   | 林西施   | 陳林西施        | 陳嘉欣之母親，趙子珊之阿姨。 |
| 句號   | 賈進才   | 烏陸陸          | 賈天才之父親，花鳥島傳承肥皂廠廠長。 |
| 昌隆   | 安森     | Anson           | 上市公司CEO特助，助攻團搞笑擔當，刘思齐之男友。 |
| 王倩   | 刘思齐   | 陳青霞          | 浴室靈魂歌手，首席律師，安森之女友，陳嘉欣閨蜜兼戀愛導師。                                                                                                  |
| 王德順 | 中山龍   | 中山龍          | 中山龍大師 汪珍珠之前任，陳嘉欣之師父。 |
| 李晨暉 | 賈天才   | 烏柒柒          | 趙子珊之丈夫，陳嘉欣之表姐夫。 |
| 康甜   | 趙子珊   | 陳鳳嬌          | 賈天才之妻子、陳嘉欣的表姐。 |
| 周俐葳 | 方雨薇   | Coco            | 陳嘉欣之同事，常欺負陳嘉欣。 |
| 周駿超 | 谷馳     | 古馳            | 陳嘉欣初戀男友，因好色後來劈腿，隨即分手。 |
| 管轩   | 沈道     | 陳律師 道格拉斯 | 律所的律师，王析翊的合作方。 |
| 豆艺坤 | 周展     |                 | 海飞集团的黑心商人。 |
| 蔡綱   | 郝醫生   | 郝正常          | 著名的医生，陈嘉欣的产科医生。 |
| 王剛   | 巨無霸   |                 | 花鸟岛加工厂工人。 |
| 祝海钰 | 瘦皮猴   |                 | 花鸟岛加工厂工人。 |
| 鄭曉民 | 鄭仰山   |                 | 诚洁集团的律师。 |
| 王蕾   | 美艳少妇 |                 | 谷驰勾搭的少妇 |

## 電視劇歌曲
| 曲序 | 曲目                   |                     | 作曲        | 演唱         |
| ---- | ---------------------- | ------------------- | ----------- | ------------ |
| 1.   | 《命中註定》（主題曲） | 葛大為、Bokyung Kim | Seok Minsoo | 丁噹         |
| 2.   | 《當真》               | 張志煒、張鵬鵬      | 鄭國鋒      | 邢昭林、梁潔 |
| 3.   | 《怦然心動》（片頭曲） | 蕭秉治              | 蕭秉治      | 蕭秉治       |
| 4.   | 《超展開》             | 呂思緯              | 呂思緯      | 鼓鼓         |
| 5.   | 《老實情人》           | 呂思緯              | 呂思緯      | 鼓鼓         |
| 6.   | 《所愛之初》           | 白安                | 白安        | 白安         |
| 7.   | 《吾愛無愛》           | 白安                | 白安        | 白安         |
| 8.   | 《最想見到你》         | 白安                | 白安        | 白安         |
| 9.   | 《蝸牛的願望》（插曲） | 張贏                | 羅錕        | 印子月       |
| 10.  | 《哎呀愛》（插曲）     | 林喬、金小K         | 岑思源      | 李俊毅       |

## 幕後制作
2019年4月13日，由企鹅影视出品，浙江东阳上象星作影視承制的浪漫都市爱情剧《你是我的命中注定》在上海开机。
该剧在取景方面除了拥有越洋游轮以外，上海部分，既有观众熟知的地标性建筑外白渡桥，也有兼具历史底蕴和复古时尚的法租界和武康大楼等等，集合了这座东方时尚之都的“恋爱打卡胜地”。而海外部分，则有更多兼具自然风情与人文景致、古典神秘与现代摩登的匈牙利取景。

## 外部連結
- 你是我的命中注定的新浪微博